# Christian Hoffmann von Hoffmannswaldau
Christian Hoffmann von Hoffmannswaldau est un poète silésien né en 1616 à Breslau et mort en 1679. 
Il fut un poète d'inspiration religieuse typiquement baroque.